# Walker Evans
Walker Evans (Saint Louis, 3 november 1903 - New Haven, 10 april 1975) was een Amerikaans fotograaf.

## Leven en werk
Walker Evans studeerde literatuur in Chicago, alvorens hij in 1928 besloot om fotograaf te worden. In 1936 kreeg hij met schrijver James Agee van het tijdschrift Fortune de reportageopdracht om “de crisis in beeld te brengen”, hetgeen uiteindelijk het in zijn soort baanbrekende fotoboek Let Us Now Praise Famous Men: Three Tenant Families (1941) opleverde. Het werk brengt de lotgevallen in beeld van drie kleine pachterfamilies in het zuiden van de Verenigde Staten, bitter, maar doordrongen van een diepgewortelde sympathie.
Evans maakte later ook veel stadsportretten van New York. Hij zag zichzelf nadrukkelijk niet als fotojournalist maar als kunstenaar, steeds benadrukkend dat zijn werk de actualiteit overstijgt.
Van 1945 tot 1965 was Evans hoogleraar aan de kunstfaculteit van de Yale University in New Haven, Connecticut. In 1971 vond een overzichtstentoonstelling van zijn werk plaats in het Museum of Modern Art te New York, waar zijn werk nog steeds op een aparte afdeling te zien is. Vier jaar later overleed hij, hij werd 71 jaar oud.

## Foto's uitLet Us Now Praise Famous Men, 1936

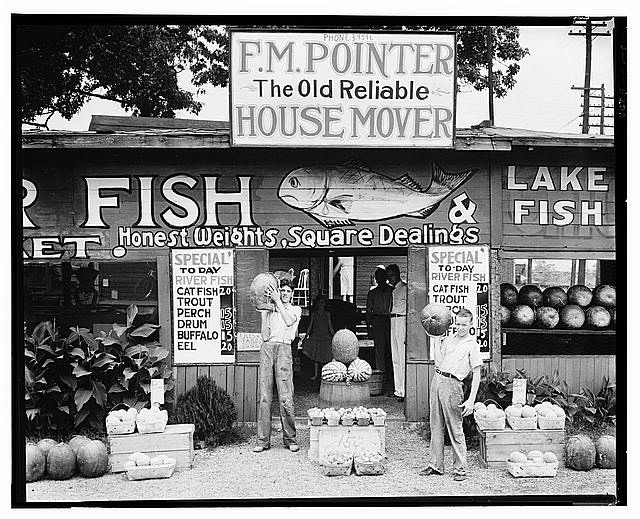
Roadside stand near Birmingham
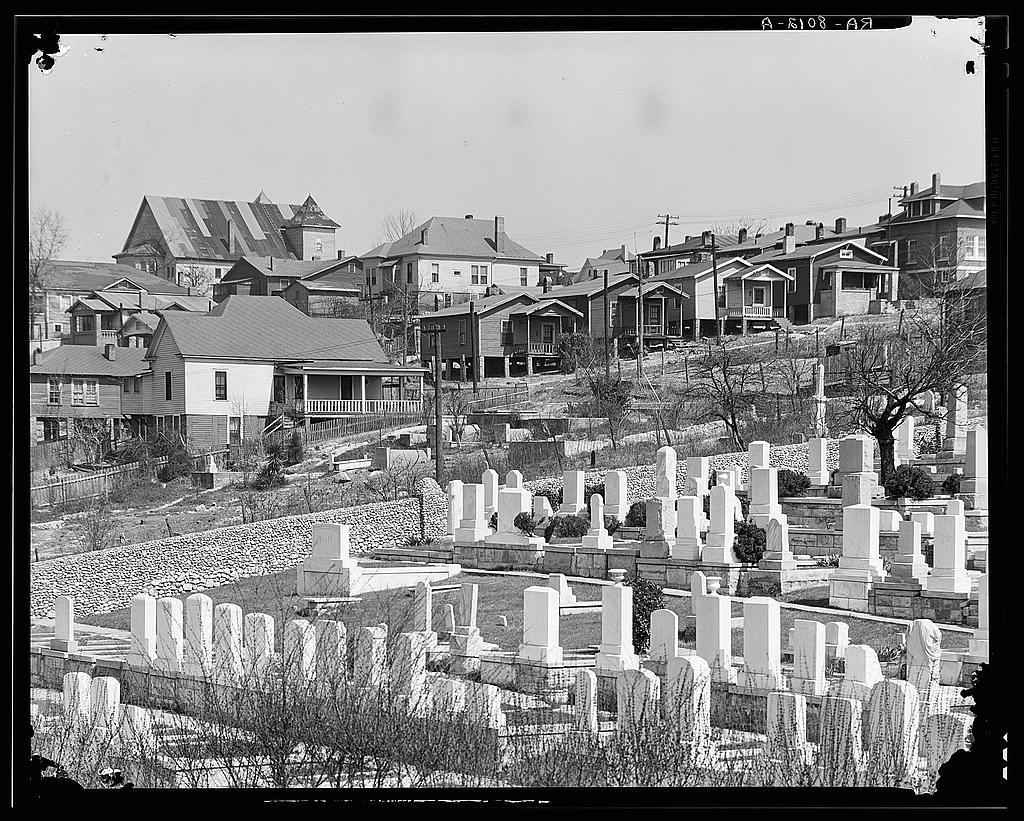
Middle class houses in Birmingham
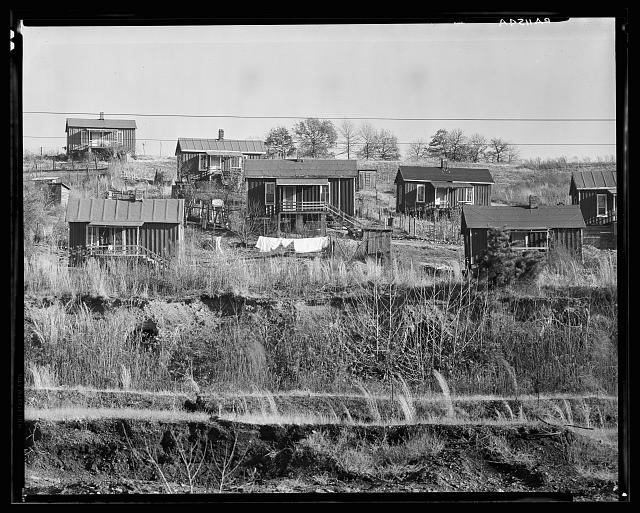
Alabama miners' houses near Birmingham
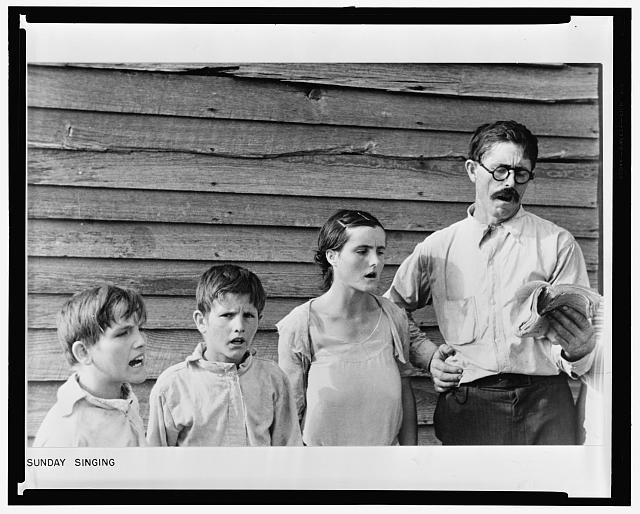
Frank Tengle, an Alabama sharecropper, and family singing hymns
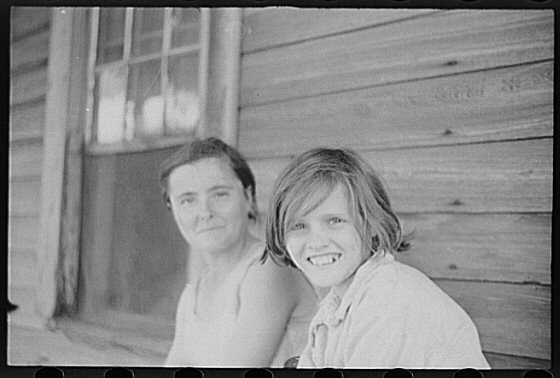
Elizabeth and Ida Ruth Tengle